# Bogyó család
A Bogyó család több Nyitra vármegyei és Verebélyi széki nemesi család. A különböző ágak rokonságban állhattak egymással. A családnév már a középkor folyamán felbukkant, a 13. században Ürményen és Nyitraivánkán. Peter Keresteš szerint azonban ezen család a 15. századra kihalt és csupán helynévként maradt fenn: Bogyófwlde.
Az 1570-es török adóösszeírásban Verebélyen két családjuk szerepel. Ezt követő időben (1587-1592 körül) szintén Verebélyen Bodo alakban Sebestyén, Ambrus és Balázs, ill. Bodio alakban Gáspár és András szerepelnek. 1591-ben Kemefölde másképp Gyárfásfölde birtokosainak beiktatásánál verebélyi Bogyó Gergely is jelen volt. 1597-ben Bodo, Bodio és Budio alakban Verebélyen. 1598-ban István 55 aranyért zálogba bocsátotta kistildi szántóföldjét Verebélyen Bokros Miklósnak és az ő vejének Vajky Lukácsnak. Az 1599-es tizedjegyzék szerint Verebélyen Bodo és Bogyó alakban szerepeltek. 1599-ben a tatárok pusztításaikor a Bogyó család is sok kárt szenvedett Verebélyen. 1608-ban Bogyó Pál Érsekújvárban magtárosként szolgált. A tardoskeddi Bogyó család 1622. május 1-én kapott címeres nemeslevelet II. Ferdinándtól. 1646-ban Nagyszombatban lakó Kecskeméthy János bocsátotta zálogba 10 évre tardoskeddi jószágait Bogyó Mihálynak. 1669-ben Nagykéren Bogyó Pált írták össze igazolt nemesként. 1669-ben Szelepcsényi György érsek Névery Miklósnak és Hamar Andrásnak adományozta az örökös nélkül elhunyt Jánosdeák Pál nemespanni örökös és zálogos jószágát. Nemespannon lakó Bogyó István és Bíró István a garamszentbenedeki konvent embere és a királyi ember általi beiktatáskor ellentmondtak, majd visszakoztak és újból az érsekhez folyamodtak.
A család Ahán, Apáti- vagy Kis- és Nagykéren, Dicskén, Kiscétényben, Nemespannon illetve Tardoskedden is elterjedt. Ahán, Kalászon, Nagykéren, Nemespannon és Verebélyen már az 1664-es török adóösszeírásban szerepelnek Bögi/Bögő alakban. 1713-ban és 1716-ban Cétényben birtokolt nemespanni Bogyó István. Az 1720-as években bélai Bogyó János és György loptak lovakat Kiscétényben és másutt. 1738-ban Kiskéren Bogyó András és Biczó István vesztek össze Bogyó András lovainak elszabadulásán. 1752-ben Csáky Miklós esztergomi érsek beiktatására felállott bandériumban Bogyó Jakab szolgabíró kapitányként, József zászlótartóként, István pedig őrmesterként vett részt. 1752-ben Bogyó András Kiskéren elzálogosította egy házhelyét 45 forintért Péter Mihálynak. 1753-ban Egyed András bevallást tett Bogyó Jakabnak a nemespanni örökléssel kapcsolatban. 1770-ban Nemespannon lakó Bogyó András (Istvánnak fia, nagyjából 70 éves) tanúvallomásában igazolta, hogy Balogh István végrendelete szerint lányának Ilonának kiadták a leánynegyedet, amit Bogyó András bírt akkoron, de nem tudták megállapítani, hogy annyit kapott-e mint ami járt volna.
Nyitra vármegyében nemességüket 1756-ban, 1774-ben, 1785-ben, 1793-ban, 1830-ban, 1834-ben igazolták, illetve kaptak bizonyítványt róla.
1676-ban Győr vármegyében kihirdették II. Mátyás király verebélyi Bogyó másként Dobos Pál és testvére, Bogyó Mátyás nemességéről szóló oklevelét. Nyitra vármegyéből Kiskérről átszármaztak Csanád vármegyébe is. Ott 1770-ben Bogyó Mihály hirdette ki nemességét. Ezen ág Békés és Arad vármegyébe is átszármazott. 1795-ben utóbbi helyen igazolták nemességüket. Csongrád vármegyében Szelevényen telepedtek meg, illetve Szatmár vármegyébe is elszármaztak. Bezdánban mint tanárok tűnnek fel.

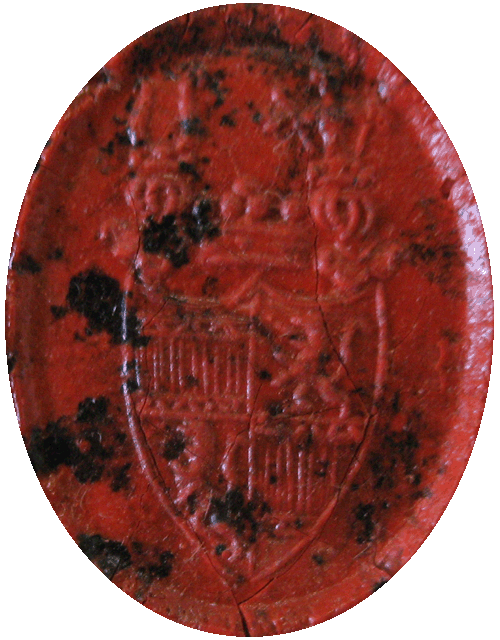
Bogyó Rudolf Nyitra vármegye szolgabírójának pecsétje 1844-ből

Címerüket Magyarország Címereskönyve és Szluha Márton közölte. Kék alapon zöld pázsiton lépdelő oroszlán, jobbjában szablyával. Sisakdísz: az oroszlán vörös szíven átdöfött szablyával. Takarók vörös-ezüst, kék-arany. Ettől kissé eltérő Bogyó Mihály 1843-as pecsétje. Bogyó Rudolf 1837-es pecsétjében zászlót tartó oroszlán található. Bogyó Nepomuk János követ 1839-es pecsétjében ugyanez kiegészítve egy B monogrammal. 1698-ban Bogyó Ferenc az egyházi nemességre utaló pecsétet használt: mind a pajzsban, mind a sisakdíszben jobbjában 3 nyilat, baljában két lobogós zászlórudat tartó oroszlán, F B monogrammal.
A 19. század végén éltek Bogyó családtagok Gímeskosztolányban és Komjáton is.

## Neves családtagjaik

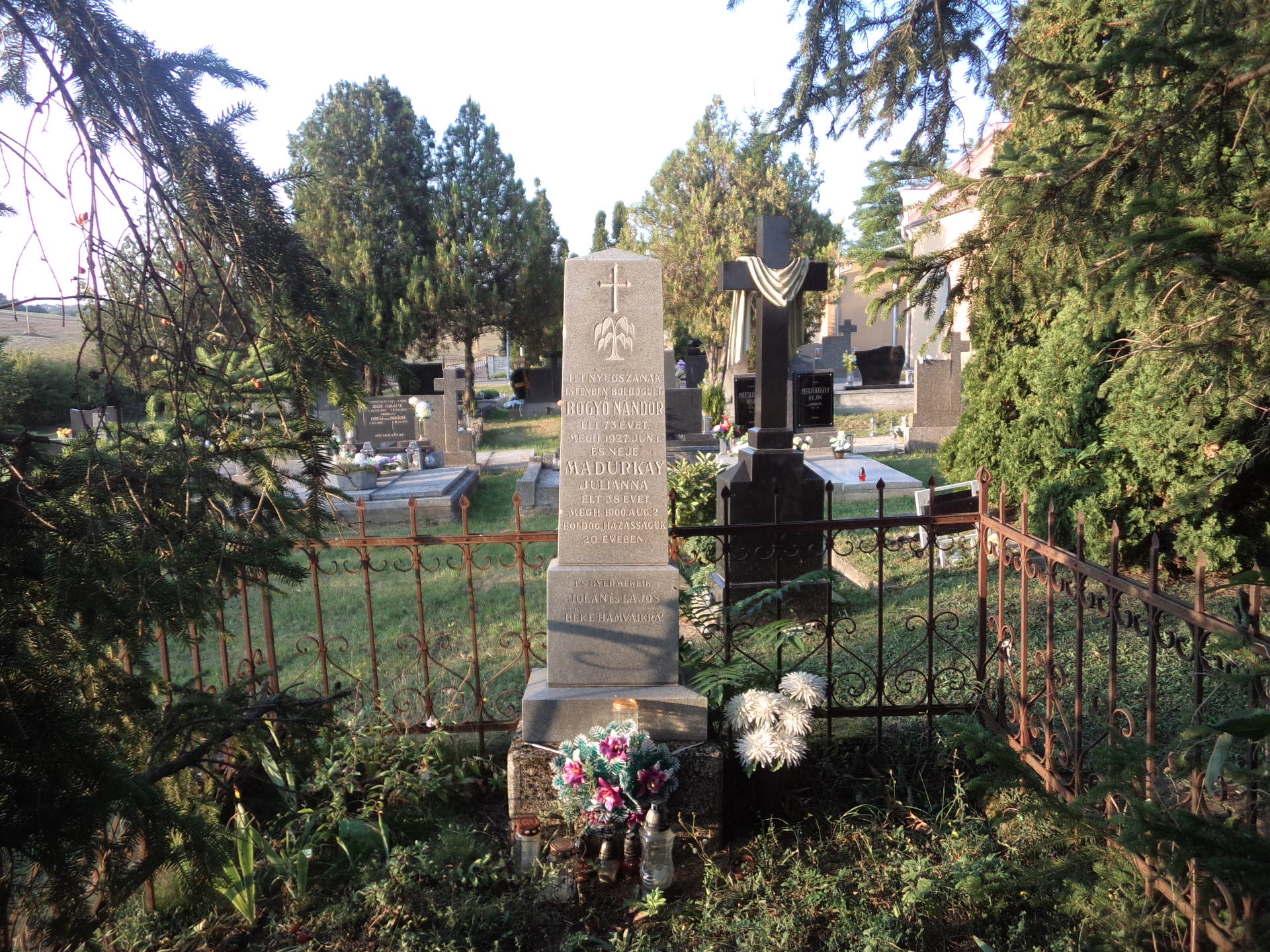
Bogyó családtagok a nemesdicskei temetőben
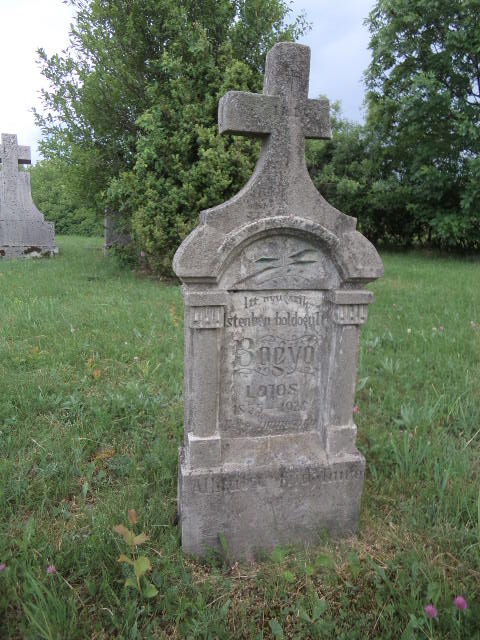
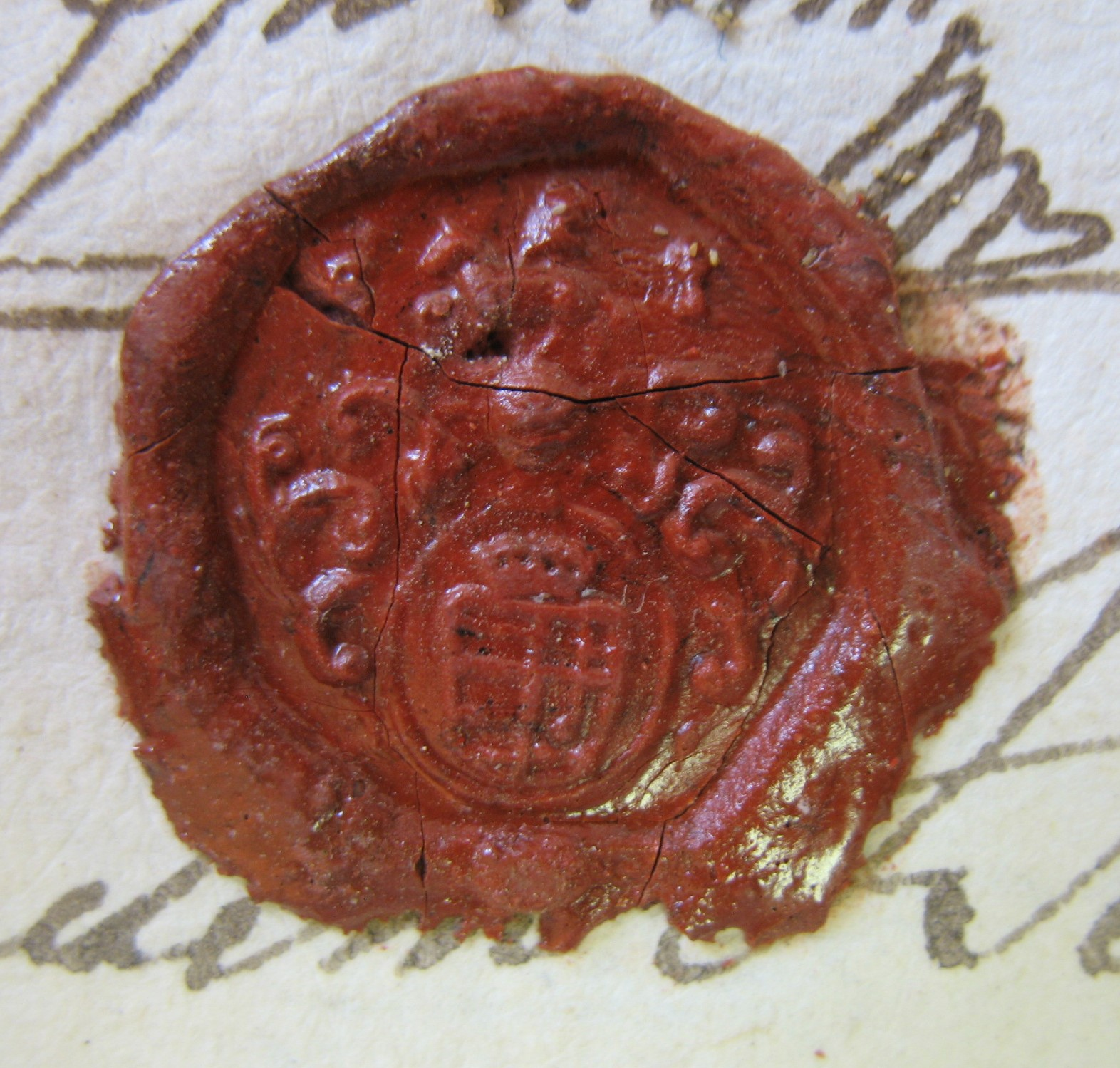
Bogyó Jakab verebély széki szolgabíró pecsétje 1747-ből
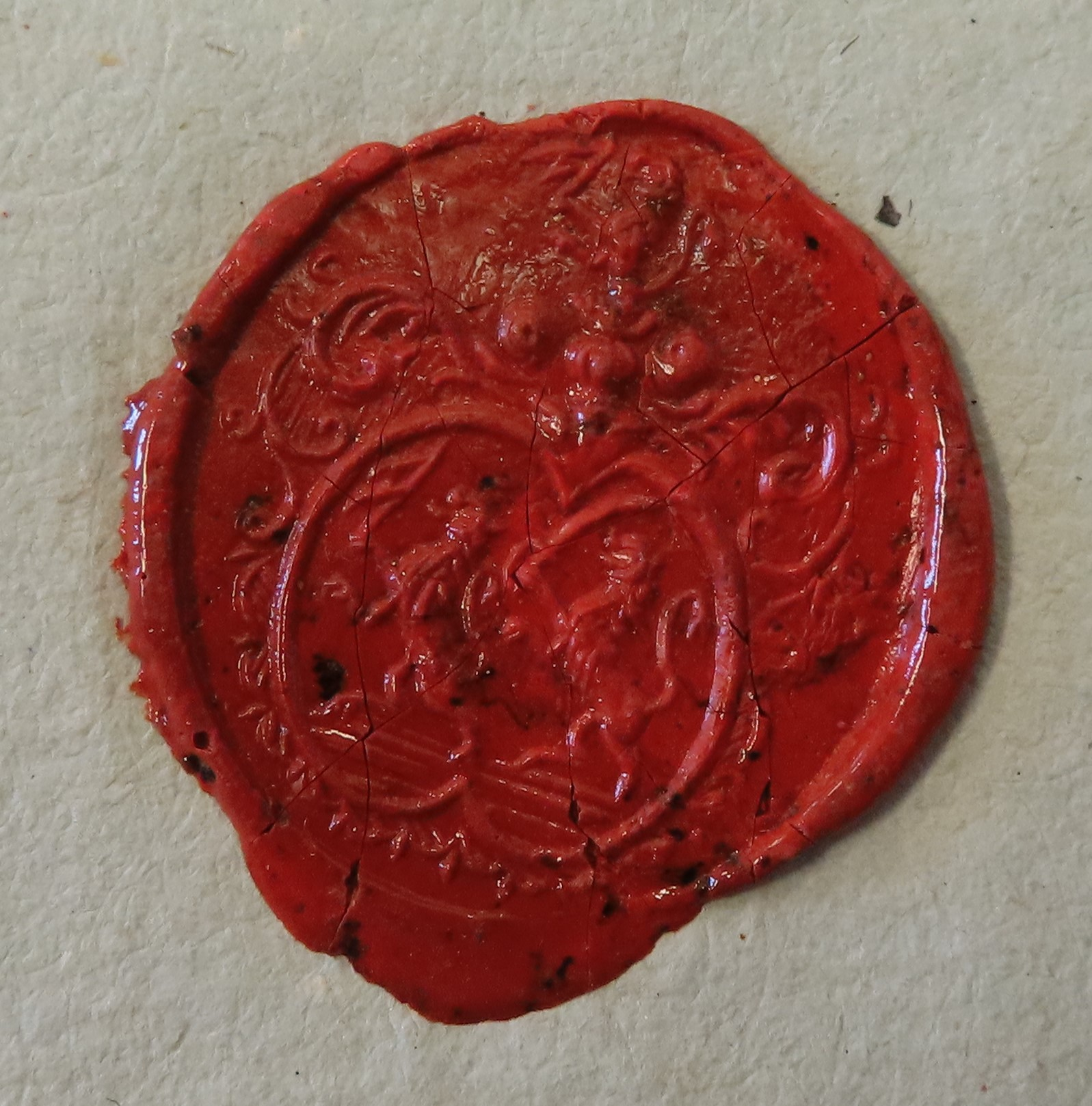
Bogyó Ferenc Verebély széki esküdt pecsétje 1834-ből
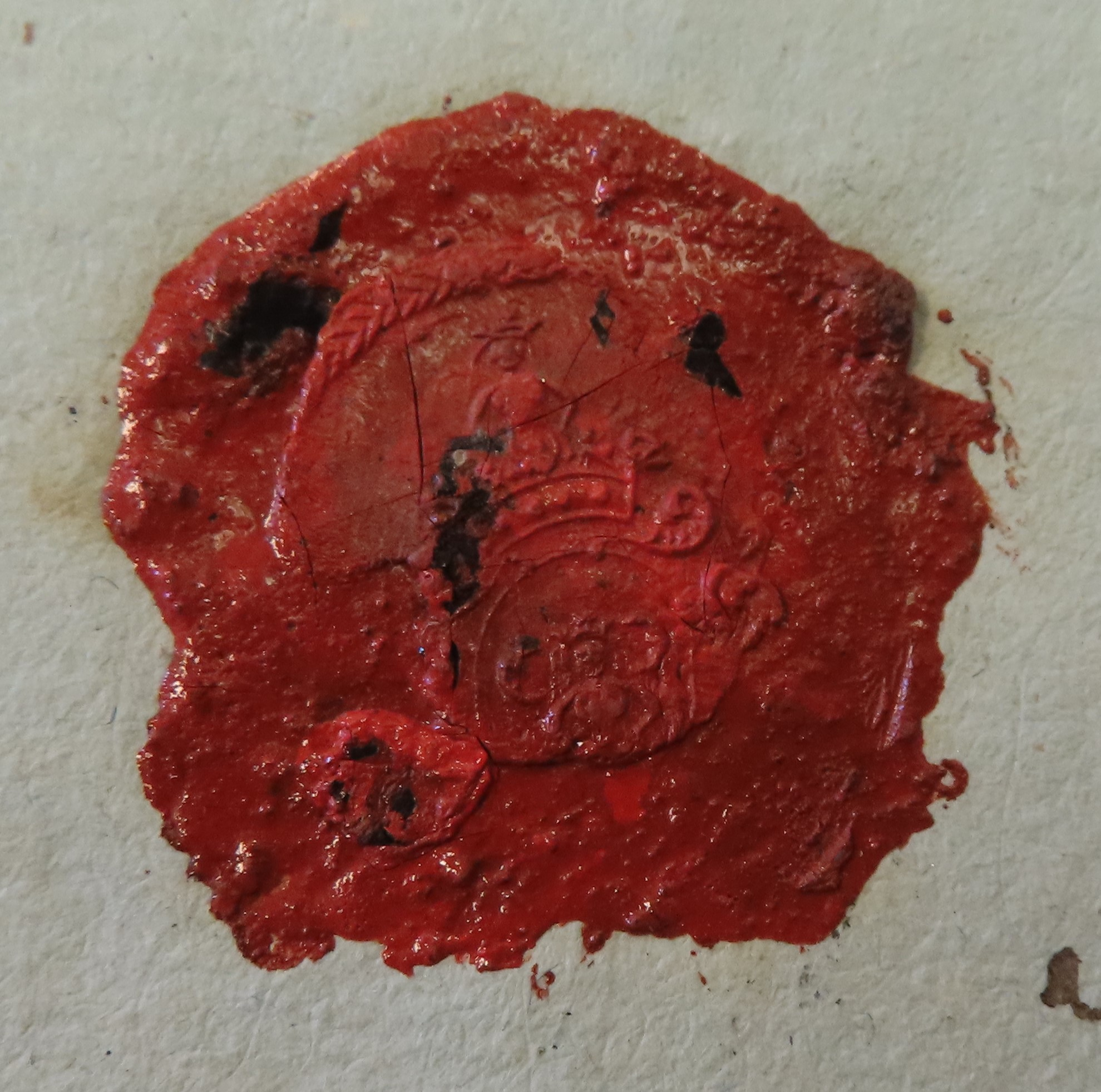
Bogyó Márk Verebély széki szolgabíró pecsétje 1834-ből
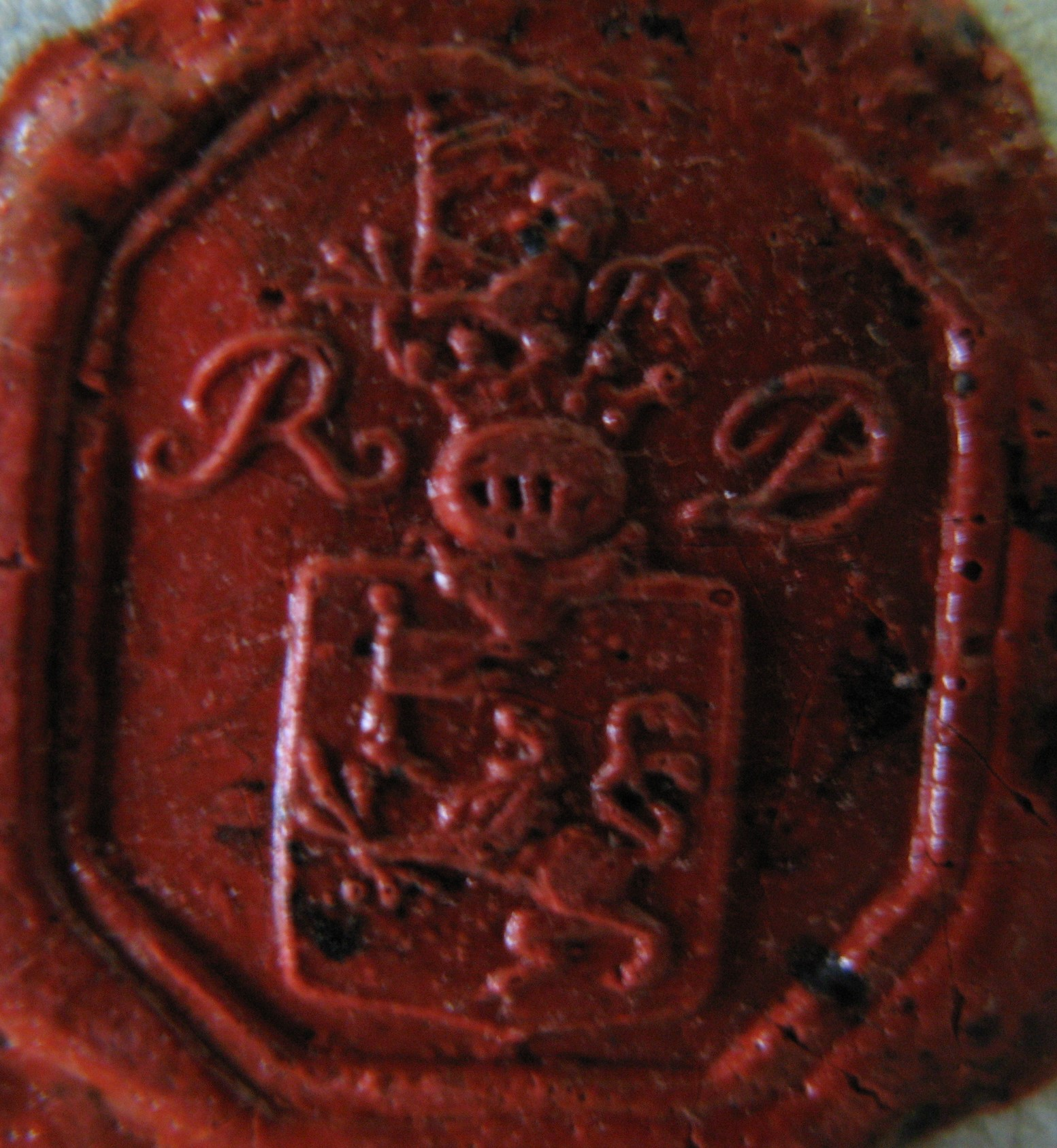
Bogyó Rudolf Nyitra vármegye esküdtjének pecsétje 1841-ből
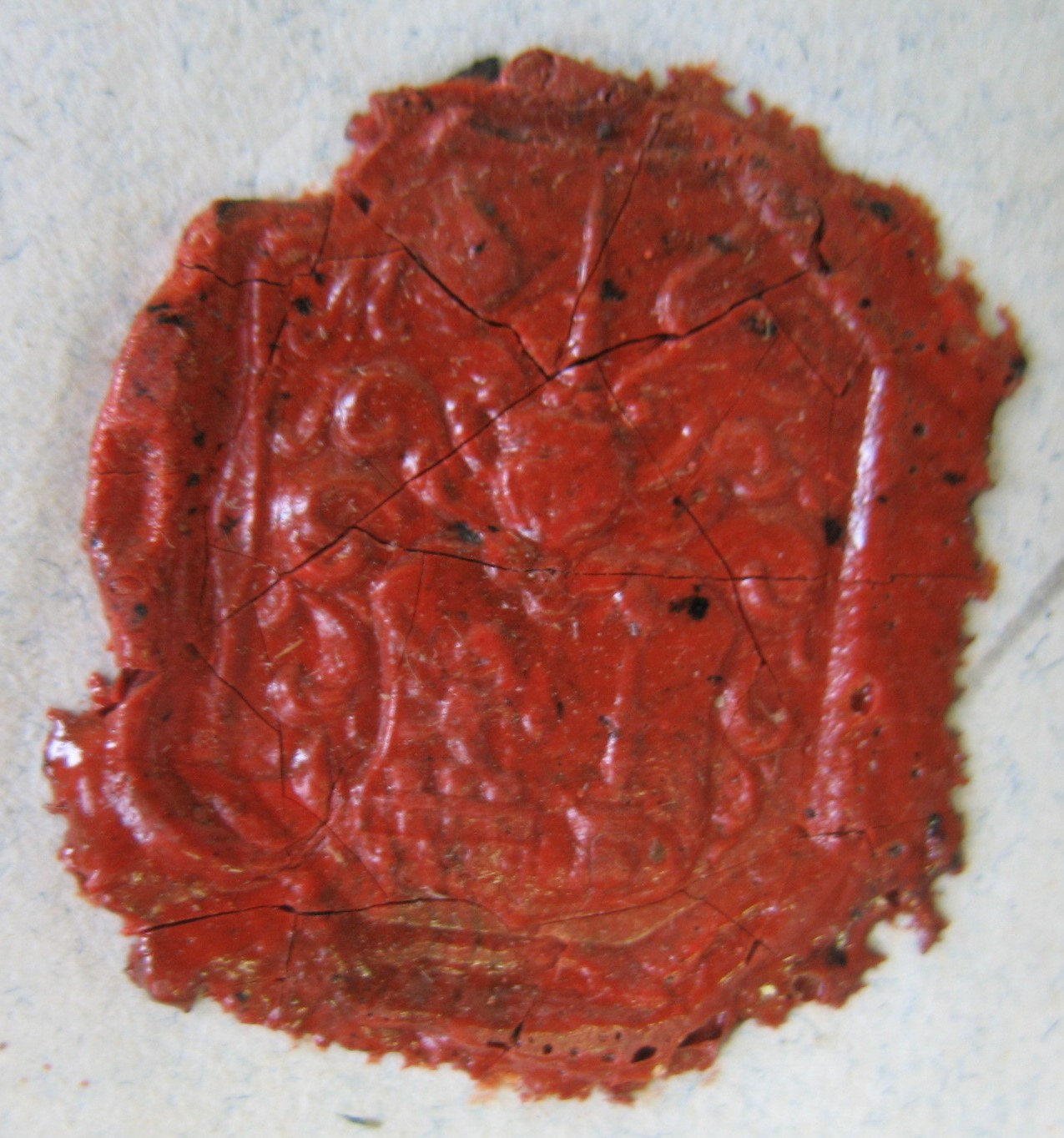
Bogyó Mihály Verebélyi széki esküdt pecsétje 1846-ból

- Bogyó János 1652-ben Győr város gyalogos vajdája.[39]
- Bogyó István 1663-ban Galgócon a Forgách család udvarbírója.[40]
- Bogyó István 1689-ben a Verebélyi szék kéri szolgabírája.[41]
- Bogyó Ferenc Érsekújvár többszörösen megválasztott bírája a 17. és 18. század fordulóján (1687-1689, 1691-1694, 1698-1701, 1703-1707).[42]
- Bogyó Pál 1703-ban a Verebélyi szék esküdtje.
- Bogyó Ádám 1731-ben a Verebélyi szék szolgabírája.[43]
- Bogyó Jakab 1739-1752 között a Verebélyi szék szolgabírája.
- Bogyó Ferenc 1763-ban,[44] 1765-ben és 1773-ban a Verebélyi szék esküdtje, majd 1784-ben és 1791-ben szolgabírója.
- Bogyó Ferenc 1834-ben verebélyi szék esküdtje[45]
- Bogyó János (1770-es évek) a verebélyi szék fiskálisa, kéri birtokos.[46]
- Bogyó József (1770-es évek) a verebélyi szék táblabírója, kéri birtokos.[46]
- verebélyi Bogyó József 1799-ben Békés vármegye esküdtje.
- Bogyó Mihály Csanád vármegye főjegyzője, majd táblabírája.
- Bogyó Károly Csanád vármegye 1801-es insurgens seregének parancsnoka.
- Bogyó János 1827-ben a Verebélyi szék szolgabírája.
- Bogyó Márk 1825-ben,[47] 1827-ben és 1831-ben[48] a Verebélyi szék esküdtje, 1832-ben és 1834-ben szolgabírója, 1838-ban 28 évi szolgálat után kérte a kéri járásba való tiszteletbeli főbírói kinevezését.[49]
- Bogyó Elek József István a kalocsai érsek udvarmestere, szentistváni érseki uradalom tiszttartója 1830-ban.[11]
- Bogyó József 1828-ban Csanád vármegye esküdtje, 1834-ben Csongrád vármegye táblabírója.[50]
- Bogyó Alajos (1834-1906) operaénekes, színigazgató.
- Bogyó János 1837-ben Csanád vármegye főszámvevője, majd 1843-ban főügyésze.
- Bogyó Ferenc 1838-ban a Verebélyi szék esküdtje.[51]
- Bogyó Mihály 1843-ban és 1845-ben a Verebélyi szék esküdtje.[52]
- Bogyó Sándor 1844-ben Csongrád vármegye főszolgabírája.[53]
- Bogyó János békési főügyész, a szabadságharcban toborzóbiztos
- Bogyó Pál 1883-ban kecskeméti plébános, később szerencsi apát.
- Bogyó Sámuel 1908-ban pesti kereskedelmi iskolai tanár, professzor, majd királyi tanácsos.
- Bogyó János (1890-?) ahai községi törvénybíró.[54]
- Bogyó Vilmos (1921-2001) pilóta.